# Antarctothoa muricata
Antarctothoa muricata is een mosdiertjessoort uit de familie van de Hippothoidae. De wetenschappelijke naam van de soort is voor het eerst geldig gepubliceerd in 1879 door Busk.